# Nicolas Goblet
Nicolas Antoine Joseph Goblet (Aarlen, 18 maart 1853 - Luik, 23 februari 1937) was een Belgisch volksvertegenwoordiger.

## Levensloop
Goblet promoveerde tot doctor in de rechten.
Van 1888 tot 1894 en van 1898 tot 1904 was hij provincieraadslid en van 1895 tot 1930 gemeenteraadslid van Luik. 
Hij werd in 1912 verkozen tot katholiek volksvertegenwoordiger voor het arrondissement Luik en vervulde dit mandaat tot 1919.
Hij was ondervoorzitter van het Verbond van Katholieke Verenigingen, belast met de nationale coördinatie van de secretariaten van dit verbond.

## Publicaties
- De la recherche de la paternité, Brussel, 1879.
- Un tissu d'infamies. Notes sur le procès de Mons et les discussions parlementaires auxquelles il a donné lieu, Liège, 1889.